# Andezeno
Andezeno est une commune italienne de la ville métropolitaine de Turin dans la région Piémont en Italie.

## Administration
| Période                                  | Période  | Identité           | Étiquette    | Qualité |
| ---------------------------------------- | -------- | ------------------ | ------------ | ------- |
| 22 juin 2004                             | En cours | Emanuelita Nosengo | lista civica |         |
| Les données manquantes sont à compléter. |          |                    |              |         |

### Communes limitrophes
Marentino, Montaldo Torinese, Chieri, Arignano